# Xã Walter, Quận Lac qui Parle, Minnesota
Xã Walter (tiếng Anh: Walter Township) là một xã thuộc quận Lac qui Parle, tiểu bang Minnesota, Hoa Kỳ. Năm 2010, dân số của xã này là 148 người.